# طور بيني

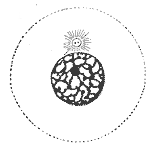

تمر الخلية في المرحلة البينية بثلاثة أطوار متتابعة هي:
- طور النمو الأول(Growth phase G1):

تتضاعف في هذا الطور أعداد العضيات السيتوبلازمية مثل الرايبوسومات،
والميتوكندريا، ويتم فيه إنتاج إنزيم اللازمة لتضاعف المادة الوراثية.
- طور تضاعف المادة الوراثية (DNA Synthesis):

تتضاعف المادة الوراثية داخل الخلية لتمهيدها للانقسام.
- طور النمو الثاني(G2):

يتميز هذا الطور باكتمال نمو الخلية, وزيادة حجمها، وبناء إنزيم اللازمة للانقسام لتمهيد مرحلة الانقسام الخلوي.
المدة الزمنية التي تقضيها الخلية في الطور البيني وفي كل مرحلة من الطور البيني متغيرة وتعتمد على كل من نوع الخلية وأنواع الكائن الحي الذي تنتمي إليه. تقضي معظم خلايا الثدييات البالغة حوالي 24 ساعة في الطور البيني؛ هذا يمثل حوالي 90٪ -96٪ من إجمالي الوقت المتضمن في دورة انقسام الخلايا. يشمل الطور البيني مراحل G1 و S و G2، ولكن يكون الانقسام الميتوزي والانقسام السيتوبلازمي منفصلان عن الطور البيني.